# Kazimierz Władysław Wóycicki

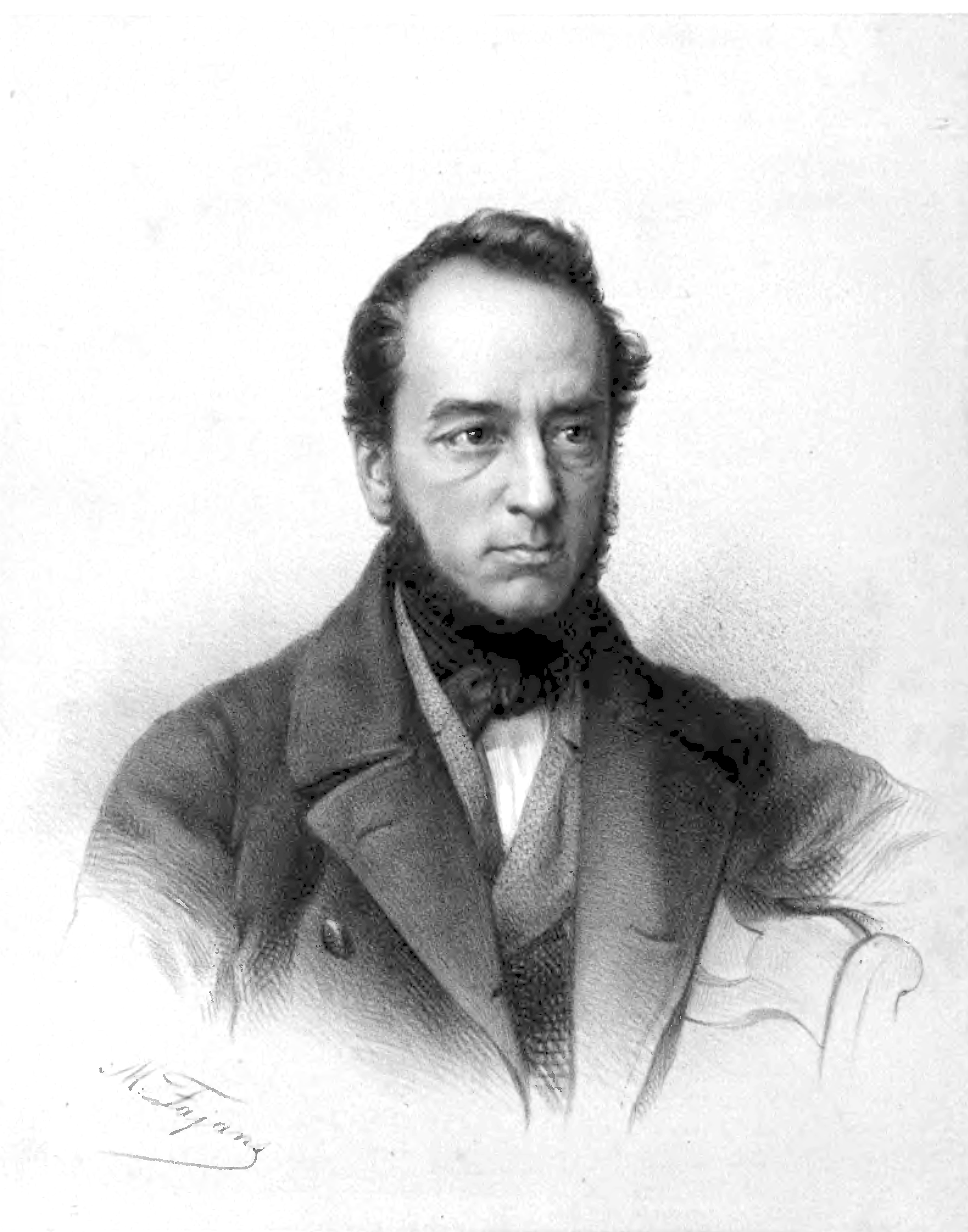

Kazimierz Władysław Wóycicki (Aussprache: [vujˈt͡ɕit͡skʲi]) (* 3. März 1807 in Warschau; † 2. August 1879 ebenda) war ein polnischer Schriftsteller.

## Leben
Wóycicki studierte in Warschau und machte sich dann durch Sammlungen von Sprichwörtern (Warschau 1830, 3 Bände), Volksliedern (Pieśni ludu, Warschau 1836, 2 Bände) und Volksmärchen (1837, 2 Bände) der Polen, Kleinrussen und Belarussen einen Namen. Daneben veröffentlichte er so genannte Gawenden, anspruchslose Schilderungen der sozialen Verhältnisse der Vergangenheit (Kurpie, 1834; Stare gawędy, 1840 etc.), die zahlreiche Nachahmer fanden, verfasste antiquarische und historische Werke, darunter eine große polnische Literaturgeschichte (Historya literatury polskiéj w zarysach, Warschau 1845–46, 4 Bände), die indessen mehr eine historische Chrestomathie ist, und begründete 1850 mit Cieszkowski die Monatsschrift Biblioteka warszawska, die er bis an seinen Tod leitete.

## In deutscher Sprache erschienen
- Polnische Volkssagen und Märchen, übersetzt von Friedrich Heinrich Lewestam.
  - Berlin: Schlesinger, 1839.
  - Neubearbeitung von Karl Rotter, Breslau: Priebatsch, 1920.